# Tuol Sleng
Tuol Sleng is de oude Tuol Svay Prey-hogeschool die in 1975 door de Rode Khmer werd overgenomen voor gebruik door de speciale veiligheidsdienst van Pol Pot. Het gebouw werd door deze dienst gebruikt als gevangenis (S-21) en martelkamer. Het precieze aantal gevangenen is onbekend, maar schattingen lopen uiteen van 14.000 tot 20.000 mensen. De gevangenen zijn later in het uitroeiingskamp Choeung Ek omgebracht. Net als in de concentratiekampen van de nazi's tijdens de Tweede Wereldoorlog legde de Rode Khmer alle gegevens vast in een administratie en werden er ook foto's gemaakt van de gevangenen, soms zelfs een foto vóór en een na marteling. Er hebben hier ook westerlingen uit Australië, Frankrijk en de Verenigde Staten vastgezeten. Bij de bevrijding van Phnom Penh in 1979 vonden de Vietnamezen hier slechts zeven overlevenden. Een van deze zeven heeft voor lange tijd naast het museum gewoond en dit beheerd. Nadat de Rode Khmer verjaagd was, is hier het Tuol Sleng-museum gevestigd.